# Amalie Wolff-Malcolmi
Amalie Wolff-Malcolmi, född den 11 december 1780 i Leipzig, död den 18 augusti 1851 i Berlin, var en tysk skådespelerska.  Hon var gift med Pius Alexander Wolff.